# Treatment Action Campaign

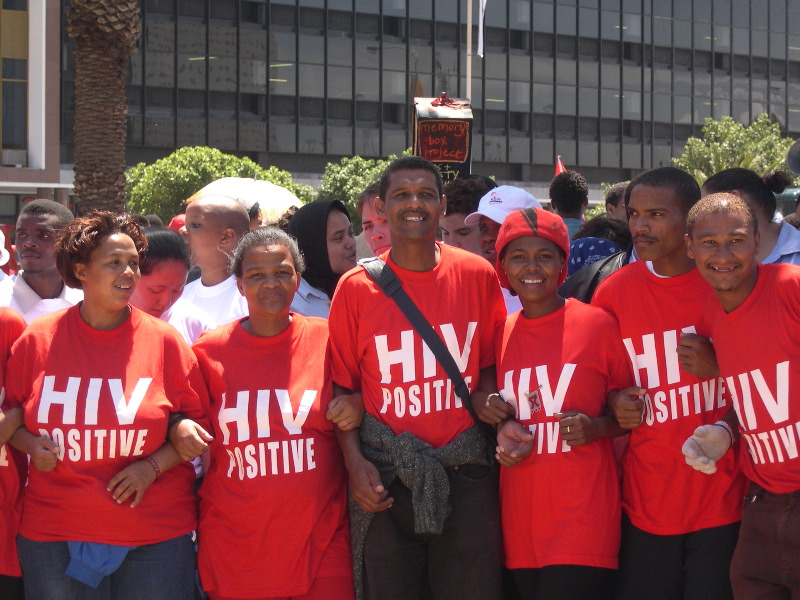
Fotografía de la manifestación de TAC ante el Parlamento en febrero de 2003.

Treatment Action Campaign es una organización activista sudafricana contra el sida. Fue fundada en 1998 por el activista VIH-positivo Zackie Achmat. Se destaca por unir la acción directa de los grupos estadounidenses contra el sida con la cultura y organización de los sindicatos y movimientos anti-apartheid de Sudáfrica.

## Fundación
Treatment Action Campaign (TAC) fue fundada en Ciudad del Cabo el 10 de diciembre de 1998, Día Internacional de los Derechos Humanos. Achmat y otros diez activistas se unieron para fundar la agrupación después de que Simon Nkoli, defensor de los movimiento gay y opositor al apartheid, murió de sida a pesar de la disponibilidad de terapias antirretrovirales de alta efectividad, a las que sólo los sudafricanos adinerados tenían acceso. Poco después, tras el asesinato de la activista VIH-positiva Gugu Dlamini, los miembros del grupo comenzaron, independientemente de su diagnóstico, a usar camisetas con la leyenda "HIV Positive". Esta estrategia estuvo inspirada por la leyenda apócrifa del rey danés que usaba la estrella amarilla que identificaba a los judíos durante la ocupación nazi. Achmat ganó renombre por su voto de no tomar medicamentos antirretrovirales hasta que todos los sudafricanos tuvieran acceso a ellos.
Pronto TAC ganó más miembros, la mayor parte de ellos pobres y de raza negra, y se convirtió en un grupo mucho más amplio, con sedes en muchas regiones del país. El grupo hace campaña por un mayor acceso para todos los sudafricanos a los tratamientos para el VIH.

## Demanda al gobierno
El primer enfrentamiento legal entre TAC y el gobierno sudafricano se debió a que este no proveía medidas sanitarias para impedir la transmisión del VIH de madres embarazadas a sus hijos. TAC ganó este caso basándose en la garantía constitucional al derecho a la salud, y el gobierno recibió la orden de implementar en las clínicas públicas programas para impedir la transmisión de madres a hijos. Más tarde, TAC asistió al gobierno en una demanda presentada contra éste por la industria farmacéutica. TAC tomó parte en el caso como amicus curiae y entregó un informe a favor de la posición del gobierno. Aunque la industria farmacéutica se retiró de la demanda, el gobierno no mostró interés en proveer el acceso a los medicamentos antirretrovirales que esta victoria hacía posible.
Por el contrario, en lugar de aprovechar la victoria común contra los derechos de patente de las compañías multinacionales, el presidente Thabo Mbeki comenzó a promover la visión de que el VIH no es la causa del sida y los medicamentos son más tóxicos que útiles, invitando a los llamados «disidentes del sida» a asesorar a su gobierno.

## Campaña por el acceso a antirretrovirales
A continuación de sus victorias legales, y ante la continua negativa del gobierno a asegurar la disponibilidad de antirretrovirales, TAC comenzó una campaña por el acceso universal al tratamiento para el sida a través del sistema de salud pública. En un congreso nacional celebrado en 2002, el grupo decidió enfrentar al gobierno por este asunto. En febrero de 2003 tuvo lugar una manifestación de miles de personas ante el Parlamento, y en marzo del mismo año comenzó una campaña de desobediencia civil que fue suspendida cuando el gobierno aseguró que se implementaría un plan de tratamiento.
En el verano de 2003, TAC obtuvo e hizo circular un informe gubernamental interno que mostraba que el tratamiento tenía probabilidades de reducir las hospitalizaciones costosas a cargo del sistema de salud pública, por lo que resultaría rentable. Sin embargo, el gobierno no respaldó el informe y condenó que se lo hubiera hecho público. En agosto de 2003, en su siguiente congreso anual, TAC votó por reanudar su campaña de desobediencia civil. Los miembros también votaron por que Achmat tomara sus medicamentos, a lo cual éste accedió. Al mismo tiempo, TAC lanzó un proyecto para distribuir medicamentos entre sus activistas y otros miembros de la comunidad.
Poco después del congreso, y antes de que se reanudara la campaña de desobediencia civil, el Gabinete determinó que se repartieran antirretrovirales a través de las clínicas públicas. En el sistema sudafricano el Gabinete puede desautorizar al presidente, lo cual pareció haber sucedido en este caso.
Sin embargo, el presidente Thabo Mbeki ha seguido sugiriendo su apoyo a la posición disidente, al igual que su ministra de salud, Manto Tshabalala-Msimang. La ministra ha enfatizado la nutrición como alternativa al tratamiento antirretroviral. Como el más alto funcionario del área de salud de la nación, ha sido uno de los principales blancos del activismo de TAC.
Aunque el acceso a los antirretrovirales es la política oficial, su puesta en práctica ha sido deficiente, por lo que TAC continúa sus protestas y demandas judiciales al gobierno.

## Demanda contra Matthias Rath
Recientemente, un empresario y fabricante de vitaminas alemán llamado Matthias Rath ha cuestionado públicamente en publicidades en periódicos sudafricanos la efectividad de las medicinas contra el VIH. Rath asegura que sus productos nutricionales son efectivos contra el VIH/sida. TAC buscó y obtuvo retractaciones y correcciones de los periódicos, y Rath fue censurado por el cuerpo regulador de los medios de Sudáfrica. TAC ha demandado a la ministra de salud por no impedir las que describe como actividades ilegales por parte de Rath, las cuales incluyen "realizar experimentos no autorizados con personas, distribuir medicamentos no registrados y hacer publicidad de tratamientos contra el sida que no han sido probados". En una decisión unánime del 3 de marzo de 2006, la corte de la división provincial de Cabo de Buena Esperanza falló a favor de TAC en una demanda por difamación contra Matthias Rath. Como resultado del fallo, Rath ya no puede asegurar que TAC es un frente de la industria farmacéutica ni que está financiada por ésta, que recibe fondos de organizaciones farmacéuticas a cambio de promover los medicamentos antirretrovirales, o que apunta a las comunidades pobres para promover los intereses de las compañías farmacéuticas, puesto que la corte no halló evidencia de que ninguna de estas afirmaciones fuera cierta.